# Die Glembays
Die Glembays (kroatisch Gospoda Glembajevi: drama u tri čina iz života jedne agramerske patricijske obitelji) ist ein Drama in drei Akten des kroatischen Schriftstellers Miroslav Krleža.

## Entstehung und Uraufführung
Das Drama wurde zwischen 1926 und 1928 geschrieben und erschien zuerst 1928 im DHK (Društvo hrvatskih književnika) Verlag in Zagreb. Die Uraufführung des Dramas fand am 14. Februar 1929 im Kroatischen Nationaltheater (HNK) in Zagreb unter Regie von Alfons Verli statt. Schon nach der ersten Aufführung sorgte es für großen Erfolg. Die Glembays sowie Krležas U agoniji (In Agonie) sind die am häufigsten aufgeführten Dramen des kroatischen Schriftstellers, sowohl in Kroatien, als auch im Ausland. Das Drama wurde unter anderem in München, Prag, Moskau, Budapest, Graz, Wien und Triest aufgeführt.

## Ort und Zeit der Handlung
Die Handlung spielt im Jahr 1913, ein Jahr vor dem Beginn des Ersten Weltkriegs. Das Drama beginnt mit der Verabschiedung der Gäste von der 70-jährigen Jubiläumsfeier der Firma Glembay & Co Ltd. Der Schauplatz ist das Anwesen der Familie Glembay, welches in Zagreb steht.

## Inhaltsangabe

### Erster Akt
Nach der 70-jährigen Jubiläumsfeier der Firma Glembay & Co Ltd. werden die Gäste, welche eine hohe Gesellschaftsschicht – hochrangige Offiziere, der Bischoff u. a. – repräsentieren, verabschiedet. Auch der Künstler Dr. phil. Leone Glembay, Ignaz Glembays Sohn aus erster Ehe, ist seit elf Jahren das erste Mal wieder Zuhause angereist.
Leone und Schwester Angelika, die Witwe Leones Bruders namens Ivan, unterhalten sich über die Beziehung des Rationalen und des Sensorischen. Ihre Unterhaltung hat mehrere subtile erotische Andeutungen und wird in den Regieanweisungen als „Flirt“ bezeichnet. Während sie sich die Gemälde der Vorfahren der Glembayfamilie anschauen, stoßen Titus Andronicus Fabriczy-Glembay, Dr. theol. et phil. Aloys Silberbrandt und Glembays Hausarzt Dr. med. Paul Altmann dazu. Neben der Diskussion um ein Porträt von Angelika, welches von einem ungarischen Künstler Ferenczy stammt, ist die Selbstidentität von Leone ein Thema. Er sieht sich als ein „Passant“ im Hause Glembay an und zieht eine klare Linie zwischen sich und der Familie. Diese sei seit Generationen von Betrug, Verbrechen und Selbstmord umgeben.
Plötzlich kommt Robert (Dr. Puba Fabriczy), Neffe des Ignaz Glembay, mit einer dringenden Nachricht ins Haus. In einer sozialistischen Zeitschrift wurde ein Leserbrief veröffentlicht, in dem die Baronin Charlotte Castelli-Glembay für den Tod zweier Frauen verantwortlich gemacht wird. Die Baronin habe die Proletarierin Rupert mit ihrer Kutsche angefahren. Ruperts unverheiratete Schwiegertochter Fanika Canjeg hat sich aus dem Fenster des Glembay-Hauses gestürzt, nachdem ihr keine Hilfe geleistet wurde um die sie gebeten hatte. Robert liest diesen Text der im Wohnzimmer versammelten Familie der Glembays vor und sucht gleichzeitig nach einer Verteidigungsstrategie. Die Baronin stellt sich als unschuldig dar, möchte den Inhalt des Briefes gar nicht hören. Dennoch wollte sie die junge, mit dem zweiten Kind schwangere Mutter nicht empfangen, da diese keine Visitenkarte vorlegen konnte. Schnell verabschiedet Charlotte sich aus dem Grund, sie hätte Migräne. Nachdem der Brief vorgelesen und sein Inhalt diskutiert wurde, stellt sich heraus, dass Leone mitbekommen hatte, wie Canjeg an der Tür um eine Singer-Nähmaschine bat und abgewiesen wurde. Er sei zu ihr hingegangen und habe ihr gesagt, sie solle sich nicht erniedrigen. Es sei besser, sie springe aus dem Fenster, als dass sie vor einem Haus bettle. Kurz darauf kaufte er ihr eine Nähmaschine und schickte diese mit dem Kurier zu ihr, was die junge Mutter jedoch nicht mehr mitbekommen hat. Damit stellt sich Leone in Kontrast zu seiner Familie. Seine Äußerung wird heiß diskutiert, vor allem von Silberbrandt, welcher der Meinung ist, Leone sei schuld an dem Tod, denn er habe jeglichen Glauben in der Frau getötet.
Dies führt dazu, dass Leone am Ende des ersten Aktes Silberbrant darauf hinweist, ihm sei bekannt, dass dieser ein Verhältnis mit Charlotte habe. Dem Gespräch lauscht neben Fabriczy auch Ignaz, der sich im Nebenzimmer befindet.

### Zweiter Akt
Die gesamte Handlung des zweiten Aktes findet in Leones Zimmer statt. Leone ist dabei seine Sachen für die Abreise zu packen als Silberbrandt ihn darum bittet, die Tatsache über sein Verhältnis mit der Baronin seinem Vater nicht zu erzählen, bzw. es als ein Witz aussehen zu lassen. Leone weist ihn ab und Ignaz kommt in das Zimmer herein. Vater und Sohn kommen nur schwer ins Gespräch, denn ihre Beziehung hatte schon immer Probleme. Neben der Stellung Leones als Künstler, Ignaz ungesunder Lebensweise, wird auch Leones verstorbene Mutter zum Thema. Leone ist der Meinung, Charlotte sei an dem Tod der Mutter schuld. Ignaz spricht währenddessen darüber, dass die Baronin ihm das Leben erst gelehrt habe und macht dabei viele erotische Andeutungen.
Ignaz versucht während des Gesprächs subtil das bestätigt zu bekommen, was er zuvor im Wohnzimmer gehört hat. Es führt zu einem Streit zwischen Vater und Sohn, bei dem Leone die gesamte Persönlichkeit seiner Stiefmutter, welche aus einem Stundenhotel stammen soll, bestreitet. Leone offenbart sämtliche Liebhaber von Charlotte und belegt diese. Er gibt vor seinem Vater sogar zu, in seinen Zwanzigern bei seinem Studium in Cambridge selbst ein Verhältnis mit ihr gehabt zu haben. In der Hitze des Gefechts schlägt der Vater seinen Sohn ins Gesicht. Ignaz ruft den Kammerdiener, der Charlotte herbestellen soll. Während diese vom Kammerdiener gesucht wird, denn in ihrem Zimmer, in welches sie sich wegen der Migräne verabschiedet haben soll, ist sie nicht vorzufinden, fällt Ignaz tot um.

### Dritter Akt
Leone sitzt vor dem Totenbett seines Vaters und zeichnet ihn im toten Zustand. Die Verwandten, der Priester und der Arzt unterhalten sich über den Toten und bewundern Leones Zeichnung. Leone selbst ist mit seinem Kunstwerk unzufrieden und zerreißt es. Das Telefon im Hause Glembay klingelt. Robert telefoniert mit Firmenpartnern und es stellt sich heraus, dass die Firma hohe Schulden hat. Charlotte ist die neue finanzielle Lage der Familie noch nicht bewusst, denn sie denkt, dass sie als Witwe ein großes Vermögen geerbt hat. Sie sucht das Gespräch mit Leone und gesteht, die Ehe mit seinem Vater aus finanziellen Gründen eingegangen zu haben. Sie unterhalten sich unter anderem über Leones Mutter und Charlottes Liebhaber; hauptsächlich äußert Leone jedoch seine Vorwürfe ihr gegenüber. Charlotte berichtet von ihrer Kindheit und Jugend, vergleicht das „einfache Leben“ von Leone mit ihrem, in dem sie es nicht einfach hatte und macht deutlich, dass sie das geerbte Geld verdient habe. Letztendlich geht sie darauf ein, dass sie Leone immer noch lieben würde. Leone reißt diese Mitleid erregende Geschichte nicht mit, sondern provoziert ihn. Nachdem er Charlotte über die Finanzen aufgeklärt hat, gerät diese in einen Wahn und beschuldigt alle, „die ihr das wohl verdiente Geld“ geraubt hätten. Sie versucht nun noch mehr, ihre Liebe zu Leone zu beweisen, indem sie seine Haarlocke zeigt, die sie seit ihrem Verhältnis immer noch in einem Medaillon trägt. Leones Wut wächst währenddessen an. Als Charlotte am Ende Angelika, welche sich bisher still verhalten und nichts zu dem Gespräch beigetragen hat, vorwirft, diese habe ein Verhältnis mit dem Kardinal und damit auf die Scheinheiligkeit der Schwester andeutet, platzt Leone. Charlotte rennt aus dem Zimmer, als sie sieht, dass Leone eine Schere vom Tisch nimmt und sie ermahnt, still zu sein. Leone verfolgt Charlotte und das Drama endet mit den Worten: „Herr Doktor hat die Baronin abgestochen!“

## Inszenierungen und Verfilmungen

### Inszenierungen
- T. Tanhofer (Osijek 1929; Split 1945, 1961; Zrenjanin 1954)
- Đ. Petrović (Zagreb 1946, 1954)
- A. Štimac (Rijeka 1948, 1959)
- B. Špoljar (Osijek 1949; Varaždin 1955)
- H. Tomašić (Osijek 1953)
- T. Strozzi (Split 1957)
- M. Perković (Zagreb 1960; Maribor 1962)
- V. Gerić (Zagreb 1974)
- P. Veček (Zagreb 1984)
- Ž. Orešković (Rijeka 1985)
- B. Gavella (Belgrad 1929; Ljubljana 1931; Brünn 1931; Maribor 1933; Triest 1951)
- V. Kosić (Banja Luka 1935; Sarajevo 1953)
- Z. Rogoz (Prag 1937)
- B. Stupica (Ljubljana 1946; Belgrad 1962)
- J. Kulundžić (Novi Sad 1946)
- R. Plaović (Belgrad 1952; Skoplje 1955; Niš 1963)
- F. Delak (Banja Luka 1956)
- A. Muradbegović (Tuzla 1959)
- I. Wenig (Prag 1960, 1977; Köln 1963)
- P. Dinulović (Subotica 1965; Banja Luka 1972)
- M. Fotez (Sarajevo 1969)[1]
- M. Belović (Moskau 1975)[4]
- V. Milčin (Skoplje 1974)[1]
- M. Kušej (München, Wien 2013)

### Verfilmungen
- Господа Глембаи (russisch, Gospoda Glembai), 1979. Regie: Miroslav Belovič, Aleksej Kuznecov, Vladimir Semakov. Mit Juri Jakowlew (Leone) und Marianna Vertinskaja (Charlotte).[5]
- Glembajevi, 1988. Regie: Antun Vrdoljak. Mit Mustafa Nadarević (Leone), Ena Begović (Charlotte) und Tonko Lonza (Ignaz Glembay).[6]

## Interpretationsansätze
Ein zentrales Thema des Dramas ist die Stellung des modernen Künstlers in der Gesellschaft zu der Zeit. Dieses wird auch in der Sekundärliteratur ausdiskutiert und als Künstlerdrama bezeichnet. (Dazu: Gall 2009; Žmegač 2002)
Die Besonderheit des Dramas liegt unter anderem in der Sprache: Im Original findet sich ein ständiges Code-Switching zwischen dem Kroatischen, Deutschen, Lateinischen und Italienischen wieder. Dabei dominiert das Deutsche als Fremdsprache, da es zur Ausdrucksweise der höheren Zagreber Gesellschaft gehörte. Es wird oft als Makarronismus oder Multilingualismus bezeichnet. (Dazu: Novak 2006; Sujoldžić 2008)
Das Drama wird außerdem mit dem Roman Buddenbrooks von Thomas Mann aufgrund des Themas des Zerfalls einer Familie in Verbindung gebracht. (Dazu: Oklopčić 2008) Das Drama weist einige typische Merkmale eines Familienromans auf, bei dem das erwachsene Kind sich mit seiner Genealogie auseinandersetzt und sich selbst zu beweisen versucht, nicht Teil dieser Familie zu sein.
Außerdem bietet das Drama ein weites Feld an intertextuellen Bezügen. So finden sich beispielsweise sämtliche Verweise auf Dante Alighieris Göttliche Komödie sowie Fjodor Dostojewskijs Brüder Karamasow.

## Übersetzungen
- 1956: A Glembay-család. Budapest: Uj Magyar Konyvkiado.[7]
- 1956: Glembajevi. Ljubljana : Državna založba Slovenije. Übersetzer: Fran Albreht.
- 1963: Pani Glembayove: hra o trech dejstvich. Praha: Obris. Übersetzerin: Irena Wenigova.
- 1963: Die Glembays: Ein Schauspiel in drei Akten. Graz/Wien: Stiasny Verlag. Übersetzer: Milo Dor.
- 1964: A Glembayak. Proza. Novi Sad: Forum Konyvkiado. Übersetzer: Dudas Kalman.
- 1965: Glembajovci. Bratislava: Slovenske vydavatel’stvo krasnej literatury. Übersetzer: Branislav Choma.
- 1972: Die Glembays. Berlin: Verlag Volk und Welt. Übersetzerin: Barbara Sparing.
- 1973: Glembajet. Prishtine: Rilindja. Übersetzer: Vehap Shita.
- 1975: Господа Глембаи (russ. Gospoda Glembai). Moskva: B. Übersetzer: R. Afanas’ev und D. Mannsfeld.[8]
- 1983: Glembaevi. Skopje: Naša kniga. Übersetzer: Ilja Milčin.
- 2007: De Glembays. Taal: Nederlands.